# Nordsee
Nordsee is een Duitse fastfoodketen met als specialiteit visgerechten. Naast verse en gebakken vis serveert Nordsee broodjes met vis en salades. Daarnaast heeft Nordsee visproducten (salades en voorverpakte vis) in de supermarkt liggen.

## Geschiedenis
Nordsee werd op 23 april 1896 opgericht te Bremen door een groep reders onder de naam Deutsche Dampffischereigesellschaft Nordsee.
Sinds de jaren 60 bestaan de restaurants  zoals ze vandaag de dag zijn.

## Filialen
In november 2015 had Nordsee 379 filialen in Duitsland (322), Oostenrijk (34), Zwitserland (3), Tsjechië (4), Hongarije (4), Slowakije (4), Bulgarije (2), België (1), Dubai (1) en Roemenië (4). In 2014 boekte Nordsee een omzet van zo'n 350 miljoen euro.. In Nederland heeft de onderneming filialen gehad onder de naam Noordzee-Quick-restaurants, die in iedere grote stad waren te vinden..